# Ріо-Верде (Аризона)
Ріо-Верде (англ. Rio Verde) — переписна місцевість (CDP) в США, в окрузі Марікопа штату Аризона. Населення — 2210 осіб (2020).

## Географія
Ріо-Верде розташоване за координатами 33°43′34″ пн. ш. 111°40′26″ зх. д. / 33.72611° пн. ш. 111.67389° зх. д. (33.726085, -111.673777). За даними Бюро перепису населення США в 2010 році переписна місцевість мала площу 13,08 км², з яких 13,06 км² — суходіл та 0,01 км² — водойми. В 2017 році площа становила 11,23 км², з яких 11,21 км² — суходіл та 0,01 км² — водойми.

## Демографія
Згідно з переписом 2010 року, у переписній місцевості мешкало 1811 особа в 1001 домогосподарстві у складі 763 родин. Густота населення становила 138 осіб/км². Було 1647 помешкань (126/км²).
Расовий склад населення:
| - 99,2 % — білих - 0,4 % — азіатів - 0,2 % — чорних або афроамериканців - 0,1 % — корінних американців |

До двох чи більше рас належало 0,2 %. Частка іспаномовних становила 0,4 % від усіх жителів.
За віковим діапазоном населення розподілялося таким чином: 0,1 % — особи молодші 18 років, 26,2 % — особи у віці 18—64 років, 73,7 % — особи у віці 65 років та старші. Медіана віку мешканця становила 70,4 року. На 100 осіб жіночої статі у переписній місцевості припадало 93,5 чоловіків; на 100 жінок у віці від 18 років та старших — 93,7 чоловіків також старших 18 років.
Середній дохід на одне домашнє господарство становив 127 078 доларів США (медіана — 101 855), а середній дохід на одну сім'ю — 136 494 долари (медіана — 112 768).
Цивільне працевлаштоване населення становило 355 осіб. Основні галузі зайнятості: будівництво — 23,4 %, сільське господарство, лісництво, риболовля — 20,6 %, фінанси, страхування та нерухомість — 18,0 %.